# Teatro nazionale di Corea
Il Teatro nazionale di Corea fu inaugurato nel 1950 e ha la sua sede a Seul. Al suo interno ospita la Compagnia Teatrale Nazionale, la Compagnia Nazionale di Changgeuk (che si dedica all'opera coreana in pansori), il Corpo di Ballo Nazionale e l'Orchestra Nazionale.

## Eventi
- Youth Performing Arts Festival: è il festival della gioventù e si tiene da aprile a maggio, mesi durante i quali vengono organizzate esperienze di musica e danza tradizionali, musical, spettacoli e mimi di gruppi coreani e internazionali. Il primo festival risale al 2008, anno nel quale venne messo in scena lo spettacolo The Journey to Folksong with Suksun Ahn per i giovani e le famiglie multiculturali delle zone più trascurate.
- Festival mondiale dei teatri nazionali: dal 2007, questo festival si tiene ogni anni da settembre a ottobre e promuove eventi multiculturali con spettacoli sia coreani che stranieri.
- Saturday Cultural Plaza: spettacolo all'aperto organizzato dal 1993 nella piazza del museo, che ospita diversi concerti e spettacoli di danza nei sabati da maggio fino a settembre. Dal 2002 al 2007 venne sponsorizzata da Renault-Samsung Motors, mentre dal 2008 è sponsorizzata da KB Kookmin Bank.
- Midday Concert: l'orchestra nazionale propone canti popolari, pezzi di musica contemporanea e di colonne sonore di film e serie TV riarrangiati e modernizzati.